# IYiYi
iYiYi – piosenka pop stworzona przez Bei Maejor, Da Coalition i Tramar Dillard, na pierwszy minialbum 4 U (2010) australijskiego piosenkarza Cody’ego Simpsona. Utwór jest wykonywany wspólnie z raperem Flo Ridą.
Wyprodukowany przez DJ Franka E, utwór wydany został jako singiel dnia 1 czerwca 2010 w sprzedaży cyfrowej.
Simpson wykonał ten utwór w Australian Kids’ Choice Awards 2010.

## Notowania
„iYiYi” była notowana przez 19 tygodni, na trzech listach przebojów. W pierwszym tygodniu piosenka znalazła się na 24. pozycji w Australia Singles Top 50 i przebywała tam dwa tygodnie, a w ostatnim zajęła 13. miejsce w Canada Singles Top 100.

## Teledysk
Teledysk do „iYiYi” został wydany w dniu 30 czerwca 2010 r. Jego akcja dzieje się na australijskiej plaży, chociaż wideo nagrywane było w Los Angeles.

## Lista utworów
1. „iYiYi” featuring Flo Rida
2. „iYiYi” (acoustic version)
3. „Summertime”